# 兴建路街道
兴建路街道是中国黑龙江省鹤岗市兴安区下辖的一个街道。